# Templecloud
Templecloud ist eine dreiköpfige britische Pop-/Rockband. Sie formierte sich 2011 in Bath (Somerset) und besteht aus Hannah Symons, Simon Gwilliam und Steve Evans.

## Werdegang
Für einen Werbespot der Fast-Food-Kette Kentucky Fried Chicken nahmen Templecloud eine Coverversion des Titels One Big Family, im Original von Embrace aus dem Jahr 1997, auf. Der Titel erschien am 24. Mai 2011 bei iTunes als Download und erreichte die britischen Charts.

## Diskografie
Singles
- 2011: One Big Family